# Janusz Nawrot
Janusz Nawrot (ur. 10 maja 1960 w Międzychodzie) – profesor nauk teologicznych, doktor habilitowany. Polski naukowiec i duchowny katolicki, teolog specjalizujący się w zakresie egzegezy Starego Testamentu i pomocniczych nauk biblijnych. Popularyzator Biblii.

## Życiorys

### Działalność kapłańska
W latach 1979–1985 przeszedł formację kapłańską w Arcybiskupim Seminarium Duchownym w Poznaniu. Święcenia kapłańskie przyjął 23 maja 1985 r. Jako neoprezbiter został skierowany do pracy duszpasterskiej w parafii pw. Chrystusa Króla i Zwiastowania Najświętszej Maryi Panny w Rawiczu, gdzie był wikariuszem w latach 1985–1987. Następnie przez rok, do 1988 r. wikariusz w parafii pw. Miłosierdzia Bożego w Poznaniu. Przez kolejne cztery lata przebywał w Paryżu. Po powrocie w 1992 r. został mianowany proboszczem parafii pw. Najświętszej Maryi Panny w Czerlejnie w dekanacie kostrzyńskim. Z funkcji tej został odwołany na własną prośbę (motywowaną skupieniem się na pracy naukowej) w 2001 r. Od tej pory jest rezydentem w parafii pw. św. Mateusza Apostoła i Ewangelisty w Poznaniu. Ks. Nawrot jest aktywnym popularyzatorem Pisma Świętego, prowadzącym liczne rekolekcje biblijne. W kilku parafiach na terenie Poznania prowadzi także otwarte spotkania popularnonaukowe (tzw. kręgi biblijne), podczas których wykłada słuchaczom historyczny, filozoficzny, moralny i religijny kontekst tekstów biblijnych. Oprócz tego jest wykładowcą w Centrum Formacji Świeckich w Szczecinie. W 2024 skierowany przez metropolitę poznańskiego do pomocy duszpasterskiej w parafii św. Jadwigi i św. Jakuba Apostoła w Lusowie.

### Działalność naukowa
Po ukończeniu w 1979 r. Liceum Ogólnokształcącego w Międzychodzie i zdaniu matury tamże, podjął studia na Papieskim Wydziale Teologicznym w Poznaniu. W roku 1984 obronił pracę magisterską Starochrześcijański hymn chrzcielny w Liście do Efezjan 5,15 (promotor: ks. prof. dr hab. Jan Kanty Pytel). W roku 1988 uzyskał stopień licencjata teologii na wspomnianym Papieskim Wydziale Teologicznym. Następnie w latach 1988–1992 odbył studia specjalistyczne z dziedziny biblistyki w Instytucie Katolickim w Paryżu pod przewodnictwem członka Papieskiej Komisji Biblijnej ks. dra Jacques Brienda. W roku 1992 uzyskał stopień doktora nauk teologicznych, obroniwszy pracę doktorską Izajańska zapowiedź kary na Asyrię w teofanicznej symbolice ognia (Iz 30,27-33) (promotor: ks. prof. dr hab. Jan Kanty Pytel). Następnie rozpoczął pracę naukowo-dydaktyczną. W latach 1992–1993 prowadził wykłady z wprowadzenia w Pismo święte, języków biblijnych oraz egzegezy Starego Testamentu w Papieskim Wydziale Teologicznym w Poznaniu. Od roku 1996 jest wykładowcą łódzkiej sekcji Uniwersytetu Kardynała Stefana Wyszyńskiego, gdzie prowadzi zajęcia na temat Psalmów, ksiąg mądrościowych i Pism św. Jana. W 1999 r. został zatrudniony jako adiunkt w Zakładzie Nauk Biblijnych UAM. Od tego czasu jest wykładowcą Wydziału Teologicznego UAM w Poznaniu i jego sekcji zamiejscowych we Wronkach i Kaliszu. Prowadzi tam zajęcia z przedmiotów: wstęp do Pisma Świętego, egzegeza Starego Testamentu (Pięcioksiąg, księgi historyczne, księgi prorockie, Psalmy). Okresowo był także wykładowcą Wydziału Historycznego UAM, prowadząc konwersatorium z przeglądu źródeł Starożytnego Bliskiego Wschodu. 29 kwietnia 2005 r. uzyskał stopień doktora habilitowanego nauk teologicznych na podstawie rozprawy habilitacyjnej Przyjaźń w Etykach Arystotelesa, w pismach mądrościowych Septuaginty oraz w Nowym Testamencie. 1 grudnia 2007 r. awansował na stanowisko profesora nadzwyczajnego Uniwersytetu Adama Mickiewicza. Postanowieniem Prezydenta RP z dnia 12.11. 2013 otrzymał tytuł naukowy profesora nauk teologicznych, który odebrał 22.11.2013 r. w Pałacu Namiestnikowskim w Warszawie.

## Publikacje
- Zagłada Asyrii w teofanicznej symbolice ognia: analiza tekstu Iz 30, 27-33, Poznań 2000.
- Przyjaźń i jej motywacja w Etykach Artystotelesa, w pismach mądrościowych Septuaginty oraz w Nowym Testamencie, Poznań 2004.
- Bądź mężny i mocny, ponieważ Pan jest z Tobą: Andreia i jej motywacja w Biblii greckiej, Poznań 2006.
- „Prześladują biedaka i nieszczęśliwego”: niegodziwcy wobec sprawiedliwych w psalmach suplikacji, Poznań 2007.
- Usłysz, o Panie, moją modlitwę, odpowiedz mi w swej sprawiedliwości!: 'anah i šama' wołaniem w zagrożeniu życia w psalmach suplikacji,  Poznań 2009.
- „Kryzys religijny w Judei za Antiocha IV Epifanesa. Teologia historii w 1 Mch 1,1-2,26”, Poznań 2012.
- Pierwsza Księga Machabejska. Rozdziały 1,1-6,16, NKB ST XIV/I, Częstochowa 2016.
- Druga Księga Machabejska. Rozdziały 6,16-17,24,  NKB ST XIV/II, Częstochowa 2020.